# HD45893
HD45893 — хімічно пекулярна зоря спектрального класу A2, що має видиму зоряну величину в смузі V приблизно  8,5.
Вона  розташована на відстані близько 572,2 світлових років від Сонця.